# Deudorix arata
Deudorix arata är en fjärilsart som beskrevs av Bremer 1861. Deudorix arata ingår i släktet Deudorix och familjen juvelvingar. Inga underarter finns listade i Catalogue of Life.